# Schwarzenbach an der Saale
Schwarzenbach an der Saale är en stad i Landkreis Hof i Regierungsbezirk Oberfranken i förbundslandet Bayern i Tyskland.